# Weesp (schip)
De Weesp was een 17e-eeuws jacht van de Vereenigde Oostindische Compagnie. Het werd gebouwd voor de kamer van Amsterdam, maar na de eerste reis vanaf Texel naar Batavia, voer het voornamelijk nog in Azië, waaronder ook op Suratte.
Het jacht werd gebruikt voor handel en voor het kapen van schepen. Jan Pieterszoon Coen heeft in 1622 daartoe bevel gegeven en de kapitein van de Weesp heeft dit bevel letterlijk genomen. Het had een laadvermogen van 80 last (160 ton)